# Śnieżka dla dorosłych
Śnieżka dla dorosłych (tytuł oryg. Snow White: A Tale of Terror) – amerykański telewizyjny film fabularny z 1997 roku, wyreżyserowany przez Michaela Cohna. Obraz nominowano do nagród Emmy i Saturna.